# Мейвор, Элизабет
Элизабет Мейвор (англ. Elizabeth Mavor, 17 декабря 1927, Глазго — 22 мая 2013) — британская писательница и биограф.

## Биография
Она родилась в Глазго, Шотландия, в 1927 году. Элизабет получила образование в школе Святого Леонарда в колледже Сент-Эндрюс и Святой Анны в Оксфорде. Она вышла замуж за иллюстратора Харо Ходсона, родила двух сыновей и жила в Оксфордшире. Она наиболее известна как писательница, написавшая «Зелёное равноденствие» (англ. A Green Equinox, 1973), и в том же году она вошла в шорт-лист Букеровской премии. Её работы в качестве историка и биографа включают «Дамы из Лланголлена» и «Фанни Кембл: американские журналы».